# Philippe Thirault
 (août 2018).
Philippe Thirault, né le 18 septembre 1967 à Paris, est un romancier et scénariste français de bande dessinée.

## Biographie
Bien que parisien de naissance, né d’un père chirurgien, c’est à Amiens que Philippe Thirault passe la majeure partie de son enfance (dont des études au lycée Louis-Thuillier) avant de quitter la région après le bac pour intégrer Sciences-Po. Passionné d'histoire, il suit pendant cinq ans l'enseignement dispensé rue Saint-Guillaume et n'obtient pas le diplôme.
Il travaille pour un institut de sondage durant près de dix ans puis il vient à l’écriture, poussé par son épouse. Il voit publié en 1998 Hémoglobine Blues son premier roman (rédigé en 1995, premier volume de la collection Noire de l’éditeur). Suit Lucy, Western Moderne au Serpent à Plumes, édité par Tania Capron, (librement adapté en bande dessinée avec Marc Malès en 2004), puis Heureux les imbéciles et enfin Speedway en 2000.
Remarqué par Sébastien Gnaedig, alors éditeur aux Humanoïdes Associés, qui l’associe aux dessinateurs Marc Riou et Mark Vigouroux, Thirault écrit la saga Miss. En 2000, le troisième opus est présent dans la sélection Alph-Art Coup de Cœur. Mais l’accueil du public malgré le bouche à oreille reste réservé[réf. nécessaire], et la série s’achève en 2002. Une version intégrale brochée (format TPB, noir et blanc) paraît aux États-Unis au sein de la filiale américaine des Humanoïdes Associés (« Humanoids Publishing ») en 2002. Cette même version parait en Europe à l’été 2008.
Le scénariste entame avec le même éditeur sur un nouveau projet en 2001, Mille visages, western fantastique en collaboration avec Marc Malès. Il suit son éditeur Sébastien Gnaedig en 2003 aux éditions Dupuis et participe au lancement de la collection Empreintes avec trois séries (Lucy avec Marc Malès en 2004, La Fille du Yukon avec Sinisa Radovic en 2005 et Le Rêve de Jérusalem avec Lionel Marty en 2007) tout en poursuivant sa collaboration avec Les Humanoïdes Associés via la poursuite de ses séries et de nouveaux projets, l’un avec Christian Hojgaard en 2004 pour la Meute de l’Enfer, l’autre avec un dessinateur américain, Butch Guice, pour Mandalay.
Parallèlement à ces récits, il entame une collaboration avec son éditeur et ami Sebastien Gnaedig qui devient dessinateur pour l’occasion, pour une succession de récits contemporains. Deux Comix paraissent chez Le Cycliste, entre 1999 et 2000, Mes voisins sont formidables et Un bon plan de chez bon plan, complétés par une intégrale. Suivent Vider la corbeille chez Rackham en 2003 et Une épaisse couche de sentiments chez Dupuis en 2006. De même, il fait paraître en 2007 aux nouvelles éditions Futuropolis Paroles de Tox - 12 Témoignages, dans la lignée de la collection Paroles de initiée par le festival Bd BOUM de Blois habituellement écrite par Éric Corbeyran et éditée par Guy Delcourt. L’ouvrage, qui recueille les témoignages de toxicomanes, reçoit entre autres la collaboration de François Bourgeon, Étienne Davodeau, Sylvain Savoïa, Sébastien Gnaedig et Emmanuel Moynot.
Philippe Thirault travaille depuis 2004 avec Lionel Marty. Ensemble, ils réalisent la série Le Rêve de Jérusalem en quatre tomes chez Dupuis. Pour ce même éditeur, ils réalisent le premier tome de la collection Agence Interpol, Mexico La Muerte
Avec Steve Cuzor, Thirault a coécrit les deux premiers tomes de la série O'Boys parus chez Dargaud, une transposition libre dans les années 1930 du roman de Mark Twain, Les Aventures de Huckleberry Finn.

## Œuvres

### Romans

#### Aux éditions Le Serpent à plumes
- Hémoglobine blues (1998)  (ISBN 978-2020490894)
- Lucy (1998)  (ISBN 978-2842610319)
- Heureux les imbéciles (1998)  (ISBN 978-2842610777)
- Speedway (2000)  (ISBN 978-2842611392)

### Bandes dessinées

#### ÉditionsLes Humanoïdes Associés
- L'Aigle des mers, dessins Enea Riboldi, couleurs Enea Riboldi, Valérie Martineau, Joëlle Comtois

1. Atlantique 1916, 2018  (ISBN 9782731673760)
2. Pacifique 1917, 2019  (ISBN 9782731694321)

- Miss (quatre volumes), avec Marc Riou, Mark Vigouroux et Scarlett Smulkowski
  - Bloody Manhattan (04-1999)  (ISBN 2-7316-1373-4)[1]
  - Une chanson douce (04-2000)  (ISBN 2-7316-1401-3)[2]
  - Blanc comme le lys (06-2001)  (ISBN 2-7316-1457-9)
  - Sale blague mon amour (07-2002)  (ISBN 2-7316-1541-9)[3]
  - Intégrale en langue anglaise : Better Living Through Crime (08-2002)  (ISBN 978-1930652811)
- Mille visages (cinq volumes), avec Marc Malès
  - London/Dakota (05-2001)  (ISBN 2-7316-1448-X)
  - Celui qui n’est pas né (09-2002)  (ISBN 2-7316-1545-1)
  - L’Échoppe du démon (04-2003)  (ISBN 2-7316-6238-7)
  - Larmes de cendres (05-2006)  (ISBN 2-7316-6300-6)
  - Extermination (2009) avec Mario Janni  (ISBN 978-2-7316-1934-8)
- La Meute de l’enfer (quatre volumes), avec Christian Hojgaard
  - Les Compagnons de l’aigle (11-2003)  (ISBN 2-7316-1551-6)[4]
  - Le Retour du Harith (11-2005)  (ISBN 2-7316-1551-6)
  - Le Secret de la Sibylle (11-2006)  (ISBN 2-7316-1675-X) avec Dražen Kovačević
  - La Tanière du mal, avec Dražen Kovačević et Roman Surzenkho
  - Intégrale des quatre volumes (2012)
- Mandalay (trois volumes), avec Butch Guice et Mike Perkins
  - Les Miroirs de l’ombre (06-2006)  (ISBN 2-7316-6306-5)
  - La Jungle de glace (11-2006)  (ISBN 2-7316-1812-4)
  - Invasions (05-2009)  (ISBN 2-7316-1976-7)
- Retour sur Belzagor (deux volumes) avec Laura Zuccheri (dessins) et Silvia Fabris (couleurs), d'après le roman de Robert Silverberg Les Profondeurs de la Terre
  - Épisode 1/2 (avril 2017)  (ISBN 978-2-7316-5286-4)
  - Épisode 2/2 (novembre 2017)  (ISBN 978-2-7316-8851-1)
- Shanghaï Dream (deux volumes), avec Jorge Miguel (dessin)
  - Exode 1938 (10-2018)  (ISBN 9782731605945)
  - A la mémoire d'Illo (03-2019)  (ISBN 9782731691450)
- Le Vent des Libertaires (deux volumes) avec Roberto Zaghi (dessins)
  - Épisode 1/2 (août 2019)  (ISBN 978-2-7316-0919-6)
  - Épisode 2/2 (juin 2020)   (ISBN 9782731667981)

#### ÉditionsLe Cycliste
- Mes voisins sont formidables (Diptyque), avec Sébastien Gnaedig
  - Mes voisins sont formidables (01-1999)  (ISBN 2-912249-12-0)[5]
  - Un bon plan de chez bon plan (2000)  (ISBN 2-912249-25-2)
  - Intégrale complétée : À louer : Mes voisins sont formidables ; un bon plan de chez bon plan (01-2001)  (ISBN 2-912249-33-3)

#### ÉditionsRackham
- Vider la corbeille, avec la collaboration de Sébastien Gnaedig (05-2003)  (ISBN 2-87827-071-1)[6]

#### ÉditionsFuturopolis
- Paroles de Tox, avec les collaborations d’Alfred, François Bourgeon, Christopher, Étienne Davodeau, Sébastien Gnaedig, Nicolas Juncker, Étienne Le Roux, Freedy Martin et Vincent Froissard, Olivier Milhiet et Emmanuel Moynot, Christian Perrissin, Jean-Philippe Peyraud, David Prudhomme et Sylvain Savoia (11-2006)  (ISBN 2-7548-0083-2)

#### ÉditionsDupuis

##### Collection «Empreintes»
- Lucy (diptyque), avec Marc Malès
  - Trafiquants d'espérance (06-2004)  (ISBN 2-8001-3594-8)
  - Ce que gardent les loups (06-2005)  (ISBN 2-8001-3679-0)
- La Fille du Yukon (triptyque), avec Sinisa Radovic
  - Les Escaliers d’or (04-2005)  (ISBN 2-8001-3672-3)
  - Tête cassée (09-2006)  (ISBN 2-8001-3819-X)
  - Eldoradores (11-2007)  (ISBN 978-2-8001-3937-1)
- Le Rêve de Jérusalem (quatre volumes), avec Lionel Marty
  - La Milice sacrée (01-2007)  (ISBN 978-2800139357)
  - L’Épreuve divine (04-2008)  (ISBN 9782800140926)
  -  La Blanche Lance  (10 -2010)
  -  Ecce Homo   (10-2010)
  - Intégrale des quatre volumes en noir et blanc
- Dans la peau (d’après la nouvelle de Caryl Férey), avec Guillem March in "Vampyres" tome 2 - Récit court tiré d'un double album-concept pour les Éditions Dupuis réunissant des adaptations d’ouvrages fantastique (10-2009)  (ISBN 978-2800140995)
- Mexico, avec Lionel Marty, dans la série concept Agence Interpol (des auteurs différents pour chaque volume),  (ISBN 9782800151649)

##### Collection «Expresso»
- Une épaisse couche de sentiments (One-Shot), avec la collaboration de Sébastien Gnaedig (03-2006)  (ISBN 2-8001-3806-8)

#### ÉditionsDargaud
- O'Boys (01-2009)  (ISBN 978-2205-05932-8)
- Deux chats gais sur un train brûlant, avec la collaboration de Steve Cuzor (10-2009)  (ISBN 9782205062274)
- La Mano (deux volumes), avec la collaboration d'Alberto Pagliaro
  - Montefiorino (02-2011)
  - Bologne (09-2012)

#### ÉditionsDelcourt

##### Collection «Ex-Libris»
- Le Père Goriot (deux volumes), adaptation de La Comédie humaine de Honoré de Balzac
  - Volume 1  (ISBN 978-2-7560-1371-8)
  - Volume 2  (ISBN 978-2-7560-1372-5)
  - Intégrale des deux volumes, avec la collaboration de Thierry Lamy et Bruno Duhamel
- La Guerre des boutons (one-shot), adaptation du roman de Louis Pergaud, avec la collaboration de Aude Soleilhac  (ISBN 978-2-7560-2781-4)

#### ÉditionsGlénat

##### Collection «Explora»
- Rimbaud, l'explorateur maudit, dessin de Thomas Verguet, avec la collaboration de Christian Clot (03–2016)  (ISBN 978-2-344-00618-4)[7]
- Albert 1er de Monaco - Le Prince explorateur, scénario avec Christian Clot, dessin de Sandro, couleurs de Laurent Trussardi (04-2018)  (ISBN 978-2-344-02343-3)[8],[9]